# Locomotiva FFS Re 4/4 IV
Le locomotive Re 4/4 IV costituivano un gruppo di locomotive elettriche prototipo messo in servizio nel 1982 dalle Ferrovie Federali Svizzere. Costruite in soli 4 esemplari, tali unità prestano oggi servizio presso la Schweizerische Südostbahn (SOB).

## Storia

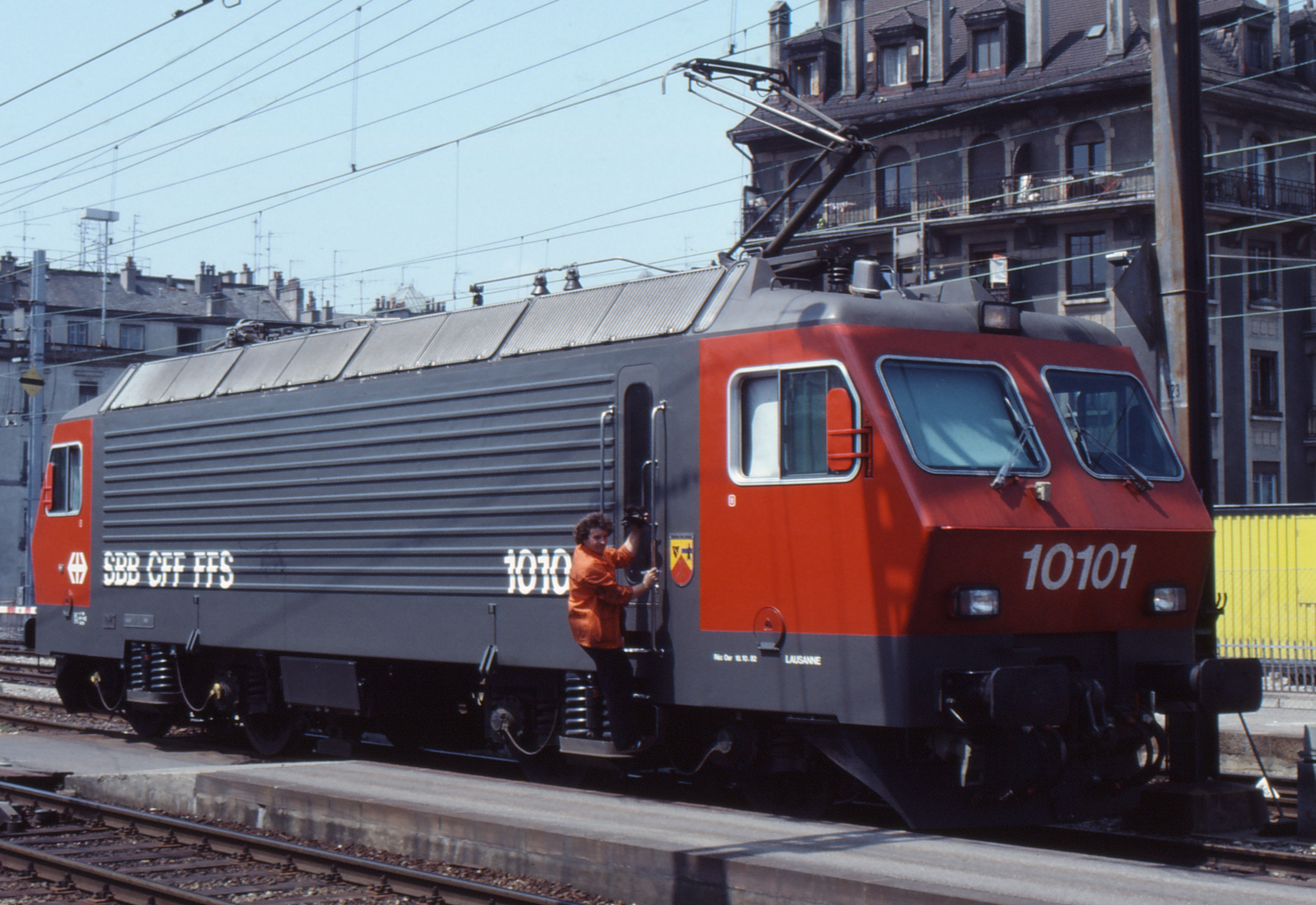
Locomotiva 10101 in manovra a Ginevra nel 1983

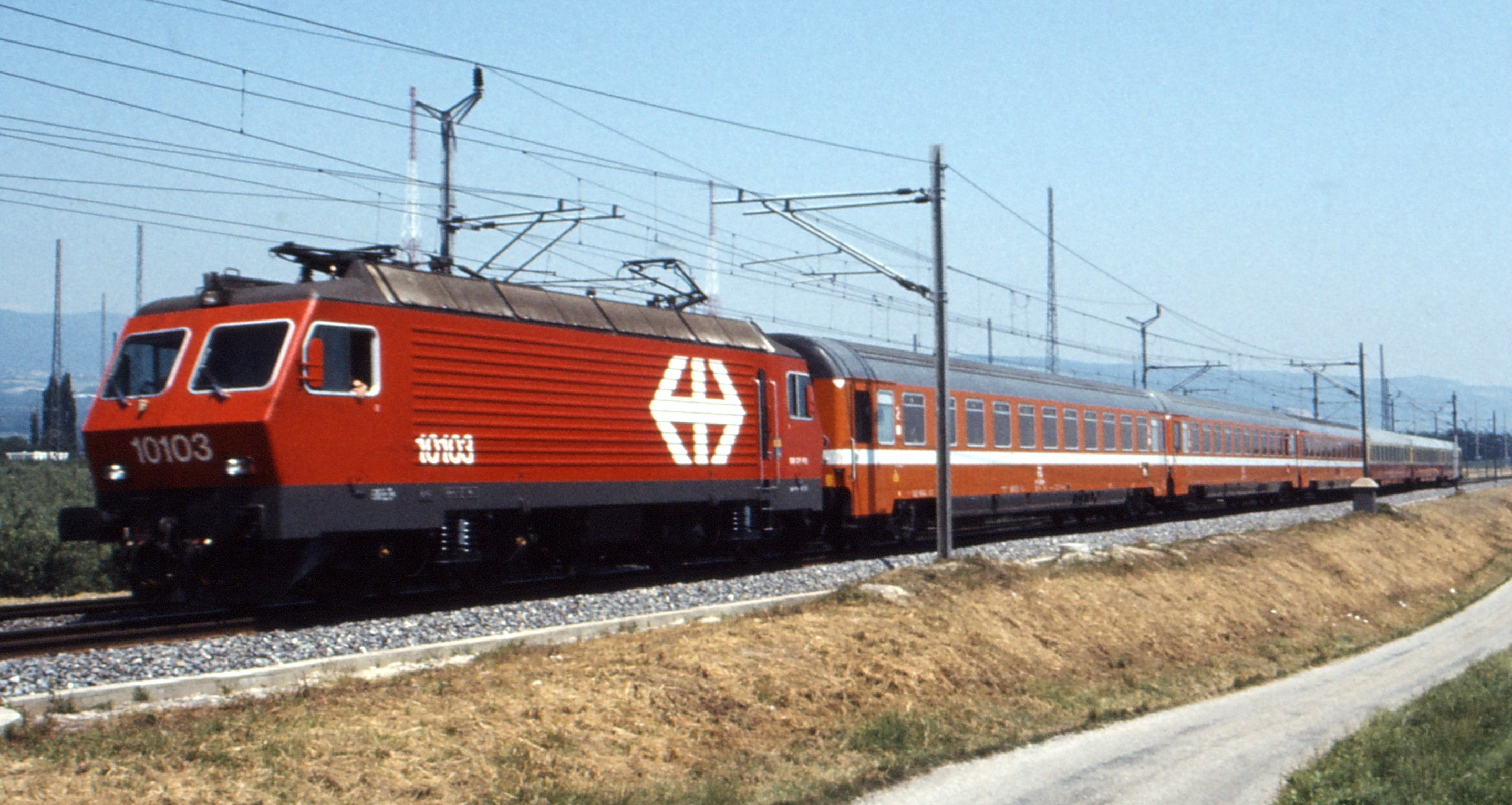
Locomotiva 10103 in testa all'IC Lemano vicino a Prangins

Nel 1978 le ferrovie Federali Svizzere commissionarono all'industria ferroviaria elvetica la costruzione di quattro prototipi di un gruppo destinato a sostituire gradualmente le locomotive del gruppo Re 4/4 II.
Scopo del progetto era quello di testare un nuovo tipo di locomotiva "universale", destinata a trainare tanto convogli passeggeri a 160 km/h quanto treni merci sull'impegnativa linea del Gottardo.
I costruttori, ossia la SLM di Winterthur per la parte meccanica e la Brown, Boveri & Cie per l'equipaggiamento elettrico, consegnarono le locomotive nel 1982; ciascuna di esse adottava una differente livrea (l'esemplare classificato 10104 presentava anche le fiancate differenti) al fine di confrontare diverse soluzioni estetiche in vista di una nuova livrea unificata del parco FFS. Alla serie fu attribuita la classificazione Re 4/4 IV, in accordo con il rodiggio adottato (4 assi, tutti motori) e i servizi cui erano destinati, con numerazione progressiva da 10101 a 10104.

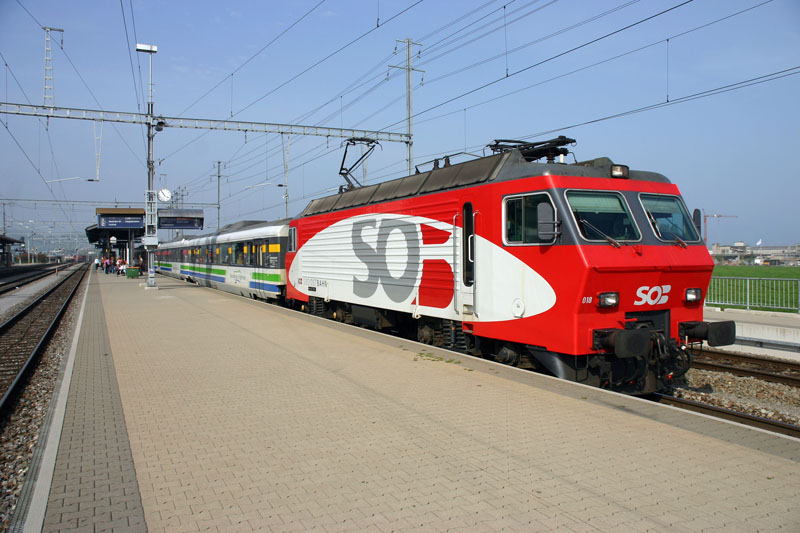
Re 446 in livrea SOB in stazione di Pfäffikon SZ

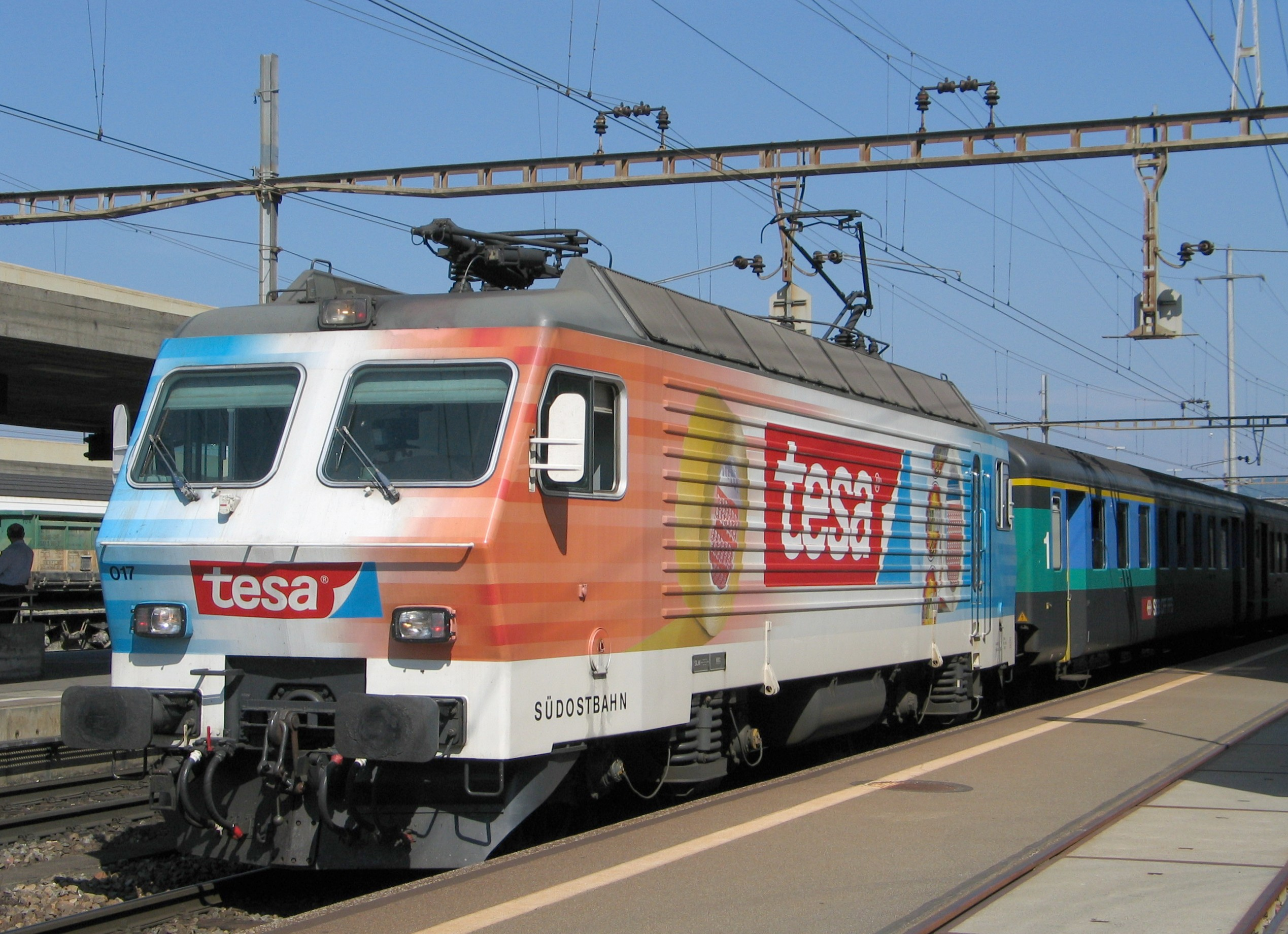
Re 446 in livrea "Tesa Technology"

All'epoca della messa in servizio delle 4 macchine, solo la linea del Sempione, fra Martigny e Sion consentiva di raggiungere la velocità di 160 km/h; le Re 4/4 IV furono pertanto assegnate al deposito di Losanna, attribuendo loro la trazione delle relazioni internazionali Francia-Svizzera-Italia lungo il Rodano ossia i TEE Cisalpin e Lemano e gli InterCity Lutezia, Rialto e Monteverdi, formati dalle poche composizioni allora circolanti in Svizzera in grado di viaggiare a tali velocità.
L'intera serie ricevette nel biennio 1985-86 una nuova livrea uniforme rossa completata dai loghi promozionali del progetto "Rail 2000". Dal 1992, tali iscrizioni lasciarono il posto ad un vistoso logo "FFS" la cui foggia derivava dalla versione testata sulla 10103. Quest'ultimo schema fu adottato anche sulle nuove Re 460 e sulle otto HGe 101 della Ferrovia del Brünig.
Le locomotive erano state progettate con i motori a corrente continua con azionamento a tiristori, ma nel frattempo si stava affermando l'impiego dei motori trifase asincroni con azionamento a inverter. Perciò venne deciso di interrompere questo tipo di costruzione e rimasero così in servizio solo i quattro prototipi.
La manutenzione di un così ristretto gruppo di rotabili risultò eccessivamente elevata, tanto che una di esse fu ben presto accantonata quale fonte di ricambi per le altre, inducendo le FFS a liberarsi di tali macchine una volta concluso il periodo di test. Nel 1994, dunque, fu stipulato un accordo con la Südostbahn (SOB) in base al quale i 4 prototipi furono scambiati con le Re 4/4 III che la SOB possedeva in pari numero; tre di queste ultime erano già in precedenza appartenute alle FFS, con la numerazione 11351-11353, dalle quali furono cedute fra il 1983 e il 1985.

### Il servizio presso la SOB
Interamente revisionate, le quattro locomotive presero dunque la via dell'est, per prestare servizio sulle linee della SOB presso il cui parco vennero riclassificate come Re 446 015-018. Dal 1995 è possibile incontrare tali unità alla trazione dei convogli l'espresso delle Prealpi (Voralpen-Express), un servizio interregionale a cadenza oraria che unisce Lucerna, sul lago dei 4 Cantoni, a Romanshorn, ai bordi del lago di Costanza, servendo località quali Arth-Goldau, Pfäffikon, Rapperswil e San Gallo.
Le unità hanno ricevuto nel tempo diverse livree pubblicitarie, promuovendo marchi come Märklin, Telecom-PTT (poi Swisscom), Seedamm-Center, Alno o Tesa Technology. Sono state vendute nel 2019 ad un'azienda di Thayngen.

## Tecnica
La principale innovazione che caratterizzava le Re 4/4 IV era rappresentata dall'azionamento a tiristori, che conferiva a tali macchine una progressione di marcia più dolce rispetto alle loro antenate. Ciò contribuì alla loro popolarità fra i viaggiatori ed i macchinisti, ma non impedì che questi ultimi soprannominassero tali prototipi "le aspirapolveri", a causa del rumoroso sistema di ventilzione necessario al raffreddamento degli azionamenti, o ancora "i container", per la loro foggia squadrata.
Originariamente equipaggiate con pantografi monobraccio identici a quelli delle altre serie di Re 4/4 e Re 6/6, dal 1992 le 4 locomotive ricevettero nuovi pantografi analoghi a quelli montati sulle nuove Re 460.
Tecnicamente, l'esperienza derivata dall'esercizio di questi prototipi contribuì alla realizzazione della nuova serie di locomotive monocabina Re 450 e delle citate Re 460, quest'ultima diventata la vera serie universale delle FFS.
La manutenzione del piccolo parco, così come le revisioni, venivano inizialmente effettuate presso le officine FFS di Zurigo;  dopo il trasferimento di proprietà, queste sono oggi condotte presso l'officina SOB di Samstagern.

## Stemmi
In accordo con la tradizione ferroviaria svizzera, la quale prevede l'assegnazione di un nome proprio alle locomotive più prestigiose, le Re 4/4 IV furono battezzate e sfoggiavano gli stemmi delle seguenti località:
- 10101 :  Vallée de Joux (stemma dei 3 comuni della valle: Le Chenit, Le Lieu e L'Abbaye riuniti in un solo blasone)
- 10102 :  Ostermundigen
- 10103 :  Luino (prima locomotiva FFS ad essere stata battezzata con il nome di una località estera)
- 10104 :  Walenstadt